# 肇庆单极虫
肇庆单极虫（学名：Thelohanellus shaochingensis）为单极科单极虫属的动物。在中国，分布于广东、湖北等，营寄生生活，寄生在肾（鳗鲡、吻虾虎、克氏虾虎）、鳃、鳍、肠（吻虾虎、克氏虾虎）、体表（克氏虾虎、中华鰟鮍）。